# Portrait de Madame Roulin
Le Portrait de Madame Roulin est un tableau de Paul Gauguin (1848-1903) conservé aux États-Unis au musée d'art de Saint-Louis. Il représente Augustine Roulin, née Pellicot (1851-1930), épouse du facteur Joseph Roulin (1841-1903).

## Histoire
Cette huile sur toile de 50,5 × 63,5 cm est peinte à la fin du mois de novembre 1888 alors que Gauguin et Van Gogh demeuraient ensemble à Arles à la Maison jaune. Van Gogh a peint de nombreux portraits de la famille Roulin pendant l'hiver 1888-1889 et Augustine Roulin a également posé pour Gauguin et Van Gogh, dans la même blouse verte.

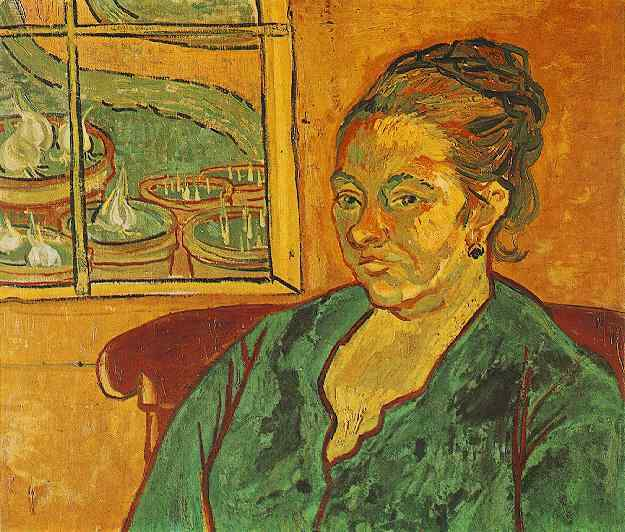
Version par Van Gogh, conservée au Musée Oskar Reinhart « Am Römerholz » de Winterthour.

## Description
Madame Roulin, âgée de trente-sept ans, pose devant Les Arbres bleus de Gauguin, dans une attitude simple et pensive, vêtue d'une blouse verte et coiffée d'un chignon roux. Gauguin s'inspire ici de l'expressionnisme et du japonisme avec des lignes nettes autour de blocs de couleur.